# Mohács
Mohács (kroatiska: Mohač, tyska: Mohatsch, serbiska: Мохач) är en stad i provinsen Baranya i södra Ungern. Staden hade 17 089 invånare (2019).

## Historia
Under antiken tillhörde Mohács den romerska provinsen Pannonien. Namnet Mohács finns belagt från år 1093 då kung Ladislaus den helige skänkte området till biskopen av Pécs. I utkanten av staden utkämpades Slaget vid Mohács år 1526. Efter Ungerns befrielse från det 150-åriga osmanska väldet var regionen glesbefolkad. Det ledde till att framför allt tyskar, så kallade Donauschwaben, men även serber och kroater flyttade in i området.
Under kommunisttiden 1949 planerade man att förlägga ett stort stålverk till Mohács, men när relationerna med Jugoslavien försämrades ändrades planerna och stålverket byggdes längre norrut i Dunaújváros (då kallat Sztalinváros).

## Geografi
Mohács är en av de sydligaste städerna i dagens Ungern, 190 kilometer söder om huvudstaden Budapest. Staden ligger vid Donaus högra strand i provinsen Baranya. Omgivningarna kring Mohács domineras av jordbruket.